# Paronychia depressa
Paronychia depressa là loài thực vật có hoa thuộc họ Cẩm chướng. Loài này được (Torr. & A. Gray) Nutt. ex A. Nelson mô tả khoa học đầu tiên năm 1899.